# 天神町 (東京都府中市)
天神町（てんじんちょう）は、東京都府中市の地名。現行行政地名は天神町一丁目から天神町四丁目。郵便番号は183-0053。

## 地理
府中市の中央に位置する。
東から時計回りに、府中市浅間町、府中市緑町、府中市府中町、府中市幸町、府中市新町、に隣接する。

## 交通

### 鉄道
鉄道空白地帯となり町域内に鉄道駅はない。
| 隣接する街区の駅       | バス移動により利用可能な駅                                                                      |
| ---------------------- | ----------------------------------------------------------------------------------------------- |
| 京王線 - 府中駅(KO 20) | JR中央線 - 武蔵小金井駅(JC 15) JR中央線 西武国分寺線(SK01) 西武多摩湖線(ST01) - 国分寺駅(JC 16) |

### バス
- 京王電鉄バス府中営業所

…が周辺の路線バスを運行している。

### 道路
- 東京都道15号府中清瀬線（小金井街道）